# 唐聖捷
唐聖捷（1989年12月4日—）為中華民國政治人物、游泳運動員，為已出櫃的男同性戀者，曾任新北市議員。其曾在2018年同志運動會在400公尺自由式中奪下台灣第一面金牌。2018年代表時代力量投入新北市議員選舉，最終以13,929票（4.15%）落選。落選後開YouTube頻道成為YouTuber、成為健身工廠健體顧問。2022年11月11日，同選區議員何淑峯因收賄案定讞解職，唐依法遞補為新北市議員，成為繼台北市議員苗博雅、無黨籍林穎孟與高雄市議員黃捷後，第4位當選民選公職人員的LGBTQ+政治人物，也是首位擔任民意代表的台灣男同性戀政治人物。

## 事件與言論
- 2007年收到亞洲泳協禁藥判決遭禁賽兩年，但他指自己於兩年前檢查就發現天生睪固酮過高，欲申訴就被告知已過期限，只因台灣泳協說「沒收到」，拖了四個月以致選手喪失申訴權利，進而導致錯失北京奧運參賽權。[8][9]

- 2018年2月12日爆料中華民國游泳協會在改選過程簡直「亂七八糟」。[10][11][12][13]

## 選舉紀錄

### 2018年新北市議員選舉
新北市第二選舉區（林口區、五股區、泰山區、新莊區）
| 號次 | 候選人 | 性別 | 政黨     | 得票數 | 得票率 | 當選標記 |
| ---- | ------ | ---- | -------- | ------ | ------ | -------- |
| 13   | 唐聖捷 | 男   | 時代力量 | 13,929 | 4.15%  | 遞補     |

## 外部連結
- （繁體中文） 泳敢 唐聖捷的Facebook專頁
- （繁體中文） 泳敢 唐聖捷的Instagram帳戶
- （繁體中文） YouTube上的泳敢 唐聖捷頻道
- （繁體中文） 新北市議會-唐聖捷 （页面存档备份，存于）